# 創業振興院
創業振興院 （韓国語：창업진흥원、英語：KISED；Korea Institute of Start-up and Entrepreneurship Development  ）は、大韓民国の国家行政機関である中小ベンチャー企業部の傘下機関として2008年12月24日に設立された。
起業家に必要な素質や能力の育成によって韓国国内のベンチャー企業の成長と雇用機会を創出し、また中小企業やベンチャー企業の技術創業を促進することで国家の経済発展に寄与することを目的としている。  

## 主な機能と役割
- 起業家に必要な精神育成と創業教育
- 有望な創業者候補者の発掘・創業促進
- 創業者の優れたアイデアを事業化
- 創業企業の競争力向上に必要なサポート
- 国内外の創業振興ベストプラクティスの調査・研究及び伝達
- 中小・ベンチャー企業の創業促進のための企画・調査・研究・政策開発

## 沿革
- 2000年3月10日：社団法人韓国創業保育協会設立（中小企業庁許可第2000-14号）
- 2006年5月4日：中小企業の創業振興担当組織への指定（創業支援法第39条）
- 2008年12月24日：社団法人創業振興（IKED）へ改編承認
- 2011年1月24日：その他の公共機関の指定（指定権者：記載長官）
- 2011年2月10日：機関英文名称を変更（IKED→KISED）
- 2012年1月30日：ワンマンスタートアップ企業専門機関の指定（ワンマンスタートアップ企業育成に関する法律第16条）
- 2017年1月5日：創業プランナー（アクセラレータ）登録管理専門機関への指定（中小企業創業支援法第19条の8）
- 2019年2月11日：委託執行型準政府機関への指定（指定権者  ：企画財政部長官）
- 2019年10月24日：法定法人創業振興院発足

## 組織

### 創業振興院長
- 理事会
- 総会

#### 企画管理本部長
- 企画調整室
- 経営サポート
- 調査研究室
- グローバル事業部
- 海外協力部

#### 創業促進部長
- 予備創業部
- 教育文化部
- 情報管理部

#### 創業成長本部長
- 初期創業部
- 創業跳躍部
- 官民協力部

#### 創業基盤本部長
- 生態系造成部
- 創業底辺拡大部
- 再挑戦創業部

## 関連事項
- 創業について
- 起業家精神について
- 創業保育センター

## 参照
- 창업진흥원 - 알리오 (공공기관 경영정보 공개시스템)